# Literatuurprijs van de gemeente Hilvarenbeek
De Literatuurprijs van de gemeente Hilvarenbeek werd uitgereikt na een jaarlijkse prijsvraag, ingesteld in 1953 door de gemeente Hilvarenbeek. De bekroning en uitreiking werden gedelegeerd aan de Stichting Groot Kempische Cultuurdagen. De prijzen werden beschikbaar gesteld voor auteurs geboren of woonachtig in Noord-Brabant, Limburg en de Antwerpse en Limburgse Kempen. Vanaf 1961 werden de prijzen afwisselend toegekend voor het beste korte verhaal, essay en gedicht.
- 1970: Martien de Jong, bekroond werk: Flierefluiters Apostel
- 1970: Jan Elemans, bekroond werk: Tempel van Zeus
- 1969: Cornelis Verhoeven, bekroond werk: Omzien naar het heden
- 1969: Jacq Firmin Vogelaar, bekroond werk: Vijand gevraagd
- 1968: Anton van Duinkerken, bekroond werk: Nijmeegse Colleges
- 1968: Judicus Verstegen, bekroond werk: Legt uw hart daarop
- 1967: Leo Metz, bekroond werk: Het paard van Elia
- 1967: Diane Broeckhoven, bekroond werk: Acht minuten Ursula
- 1967: Roger van de Velde, bekroond werk: Kaas met gaatjes
- 1967: André Janssens, bekroond werk: Het bezoek
- 1966: Carole Vos, bekroond werk: Spelen met spoken
- 1966: Helena Wolthers, bekroond werk: Winterfoto
- 1966: Jan Paul Bresser, bekroond werk: Bij wijze van spreken
- 1966: Ton Gommans, bekroond werk: Het eerste nieuwtje
- 1966: Maartje Luccioni-van der Made, bekroond werk: De kamer
- 1965: Geert van Beek, bekroond werk: De gekruisigde rat
- 1965: Robert Gossink, bekroond werk: De ring
- 1965: Bruno Walschap, bekroond werk: De vissen hebben gelijk
- 1964: Maria Rosseels, bekroond werk: Dood van een non
- 1964: Jan Veulemans, bekroond werk: Zoon
- 1964: F. van der Wiel, bekroond werk: Sint Jozef
- 1964: Leo Herberghs, bekroond werk: Gedichten
- 1963: Martien de Jong, bekroond werk: De besmetting van Afrodite
- 1962: Bert Stevens, bekroond werk: De zakagenda
- 1962: Jan Hannessen, bekroond werk: Het Huis
- 1962: Jos Vandeloo, bekroond werk: De croton
- 1961: Antoon Coolen, bekroond werk: Stad aan de Maas
- 1960: Paul Lebeau, bekroond werk: Xanthippe
- 1960: Jan Veulemans, bekroond werk: Landschap
- 1960: Frans Babylon, bekroond werk: Oester
- 1959: Rose Gronon, bekroond werk: Het huis aan de St.-Aldegondiskaai
- 1959: A.A. Jacobs, bekroond werk: Adam
- 1959: Frans Babylon, bekroond werk: Moeder
- 1958: Ward Ruyslinck, bekroond werk: De ontaarde slapers
- 1958: Jan Cartens, Jan bekroond werk: Brabantse Madonna
- 1958: Frans Babylon, bekroond werk: Goudvissen in aquarium
- 1957: Carla Walschap, bekroond werk: Niet schreien, ouwe
- 1957: Pierre Bogaers, bekroond werk: Displaced persons
- 1957: Jan Veulemans, bekroond werk: Vader
- 1956: Jos Panhuysen, bekroond werk: Leven alleen is niet genoeg
- 1956: Lambert Tegenbosch, bekroond werk: In memoriam Bernhard
- 1956: Leo Herberghs, bekroond werk: Gedichten
- 1955: André van Strijp, bekroond werk: Vliegtuig
- 1955: Nico Verhoeven, bekroond werk: Het eiland
- 1955: Noud van den Eerenbeemt, bekroond werk: September
- 1954: Walter Breedveld, bekroond werk: Hexspoor
- 1954: Ton Neelissen, bekroond werk: Onvoltooid
- 1954: Harriët Laurey, bekroond werk: Tableau de la troupe
- 1953: Har Scheepens, bekroond werk: De haan kraait ten derden male
- 1953: Jan van Bakel, bekroond werk: De caelo
- 1953: Leo Herberghs, bekroond werk: De steen